# Trattato di Kars
Il trattato di Kars (in turco Kars Antlaşması, in russo Карсский договор?, Karskii dogovor, in georgiano ყარსის ხელშეკრულება?, in armeno Կարսի պայմանագիր?, in azero Qars müqaviləsi) è un trattato di amicizia tra la Turchia e le Repubbliche Socialiste di Armenia, Azerbaigian, e Georgia con la partecipazione della Repubblica Sovietica Russa. Venne firmato a Kars il 23 ottobre del 1921 e a Erevan l'11 settembre del 1922.
I firmatari del trattato di Kars includevano i rappresentanti della Grande Assemblea Nazionale della Turchia, che avrebbe dichiarato la Repubblica di Turchia nel 1923, e delle Repubbliche Socialiste Sovietiche Armena, Azera e Georgiana con la partecipazione della Repubblica Socialista Federativa Sovietica Russa. Le ultime quattro Parti sarebbero diventate le entità costitutive dell'Unione Sovietica dopo la vittoria dei bolscevichi nella guerra civile russa e il trattato dell'Unione del dicembre 1922.
Il trattato fu il successore del trattato di Mosca del marzo 1921. La maggior parte dei territori ceduti nel trattato alla Turchia furono acquisiti dalla Russia imperiale dall'Impero ottomano durante la guerra russo-turca del 1877-1878. L'unica eccezione era la regione di Surmali, che faceva parte del Khanato di Erivan prima di essere annessa dalla Russia nel trattato di Turkmenchay dopo la guerra russo-persiana del 1826-1828.
Con questo trattato vennero trasferiti alla Turchia i territori acquisiti dall'Impero russo nel Caucaso meridionale con il congresso di Berlino del 1878, tranne il governatorato del Caucaso sud-occidentale, ossia Batumi e il suo circondario, che furono assegnate alla RSS Georgiana.
Il trattato segnò la pace ad est e consentì ai turchi di concentrare le loro forze ad ovest nella guerra d'indipendenza turca e nella guerra greco-turca.

## Firmatari
Il trattato venne firmato dal rappresentante del governo provvisorio turco, il generale Kâzım Karabekir, deputato e comandante del fronte orientale Veli Bey, dal deputato Mouhtar Bey e dall'ambasciatore Memduh Şevket Pasha, dall'ambasciatore russo sovietico Yakov Ganetsky, dal ministro degli Esteri armeno sovietico Askanaz Mravyan e dal ministro della Interni Poghos Makintsyan, il ministro del controllo di Stato azero sovietico Behboud Shahtahtinsky, il ministro georgiano sovietico degli affari militari e navali Shalva Eliava e il ministro degli affari esteri e finanziari Aleksandr Svanidze.

## Termini
Il Trattato di Kars riaffermava i termini del precedente trattato di Mosca concluso nel 1921 tra la Grande Assemblea Nazionale della Turchia e la Russia sovietica. Ha definito i confini tra la nuova Repubblica turca e tutte e tre le repubbliche transcaucasiche.
Si compone di un preambolo, 20 articoli e 3 allegati. La validità del contratto non è indicata. Tuttavia, secondo alcuni rapporti ci sono protocolli aggiuntivi del trattato, che definiscono in 25 anni la validità delle disposizioni del trattato. Così l'espressione circa la protezione della regione di Naxçıvan dell'Azerbaigian di cui all'articolo 5, diventa spiegabile.
A questo termine si legherebbe una dichiarazione di Molotov del 22 luglio 1945 alla conferenza di Potsdam, conferenza dei leader delle potenze alleate al termine della seconda guerra mondiale, sulle condizioni del trattato di amicizia sovietico-turco, nella quale il ministro degli esteri dell'Unione Sovietica chiede la restituzione delle regioni, annesse dalla Turchia, di Kars, Artvin e Ardahan e della regolarizzazione dei problemi degli stretti del Mar Nero.
Come l'esperienza dimostra, la conclusione di tali accordi di solito tende a specificare una scadenza specifica o le clausole di rescissione, che sono solitamente assenti nel testo accessibile per uso pubblico.

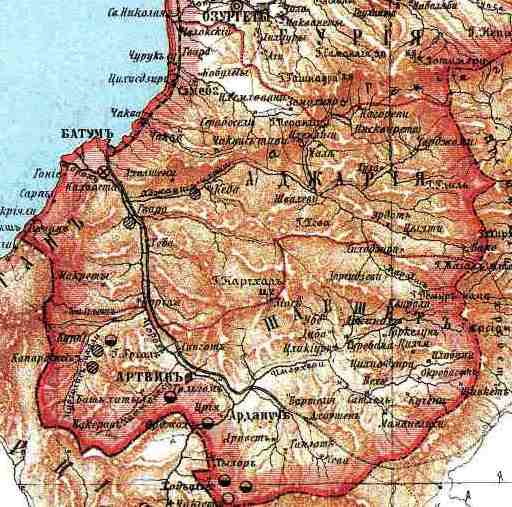
Oblast' di Batumi, durante l'epoca zarista.

### Georgia e Agiaria
Il trattato prevedeva la divisione del territorio russo imperiale dell'ex oblast' di Batumi. La metà meridionale dell'ex oblast', in gran parte corrispondente all'okrug di Artvin con la città di Artvin, sarebbe stata annessa alla Turchia. La metà settentrionale, in gran parte corrispondente all'okrug di Batumi con la strategica città portuale di Batumi, sarebbe diventata parte della Georgia sovietica come RSSA dell'Agiaria (oggi Agiaria). Il trattato prevedeva che alla regione fosse concessa l'autonomia politica in ragione della popolazione locale in gran parte musulmana e dell'attuazione di "un sistema agrario conforme ai propri desideri". Lo studioso del Caucaso Charles King ha definito quella parte del trattato un "raro caso nel diritto internazionale in cui la struttura amministrativa interna di un paese è stata assicurata da un trattato con un altro". Inoltre, il trattato garantì "il libero transito attraverso il porto di Batumi per le merci e tutti i materiali destinati o originari della Turchia, senza dazi e oneri doganali, e con il diritto per la Turchia di utilizzare il porto di Batumi senza oneri speciali".

### Confine turco-armeno

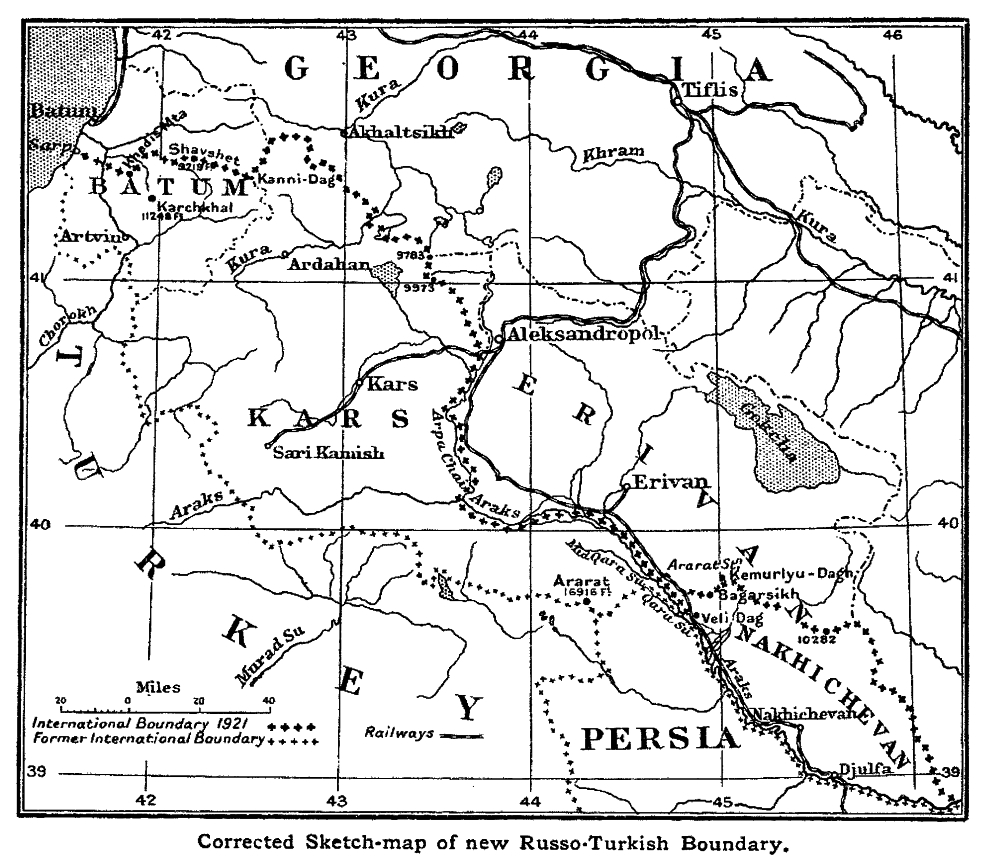
Trattato di Kars

Il trattato creò un nuovo confine tra la Turchia e l'Armenia sovietica, definito dai fiumi Akhurian (Arpachay) e Aras. La Turchia ottenne il territorio dell'ex oblast' di Kars dell'Impero russo, comprese le città di Kars, Ardahan e Olti, il lago Childir e le rovine di Ani. Dall'ex Governatorato di Erivan ottenne anche il Surmalinsky Uyezd (Surmali), con il Monte Ararat, le miniere di sale di Kulp (Tuzluca), e la città di Iğdır, nonché il corridoio di Aras, una stretta striscia di terra tra i fiumi Aras e Karasu che facevano parte dell'Erivansky Uyezd. In cambio la Turchia accettò di cedere all'Armenia sovietica il distretto di Aqbaba, una piccola area intorno al lago Arpi abitata dai turchi karapapak che faceva parte dell'ex oblast' di Kars.
Secondo le memorie di Simon Vratsian, l'ultimo primo ministro della Prima Repubblica di Armenia, i bolscevichi tentarono di rinegoziare lo status di Ani e Kulp e di mantenerli come parte dell'Armenia sovietica. Ganetsky ha sottolineato il "grande valore storico e scientifico" di Ani per gli armeni e ha dichiarato che Kulp è una "parte inseparabile della Transcaucasia". Tuttavia, la Turchia rifiutò di rinegoziare i termini concordati nel trattato di Mosca, con grande delusione dei sovietici. La maggior parte dei territori armeni ceduti alla Turchia era già stata sotto il controllo militare turco dalla guerra turco-armena. Il trattato prevedeva che le truppe turche si ritirassero da un'area corrispondente all'incirca alla metà occidentale dell'attuale provincia armena di Shirak, compresa la città di Alessandropoli (l'odierna Gyumri).

### Azerbaigian e Naxçıvan
L'articolo V del trattato stabiliva la regione di Naxçıvan come territorio autonomo sotto la protezione dell'Azerbaigian. Il nuovo territorio autonomo di Naxçıvan comprendeva l'ex Naxçıvan Uyezd, la parte di Sharur dello Sharur-Daralagezsky Uyezd e le parti più meridionali dell'Erivansky Uyezd dell'ex governatorato di Erivan. Nel 1924, l'area fu ufficialmente dichiarata come la RSSA del Naxçıvan subordinata alla RSS dell'Azerbaigian. La creazione della nuova repubblica autonoma ha permesso all'Azerbaigian di condividere un confine di 18 km con il corridoio di Aras, controllato dalla Turchia.

## Impatto alle relazioni turco-iraniane

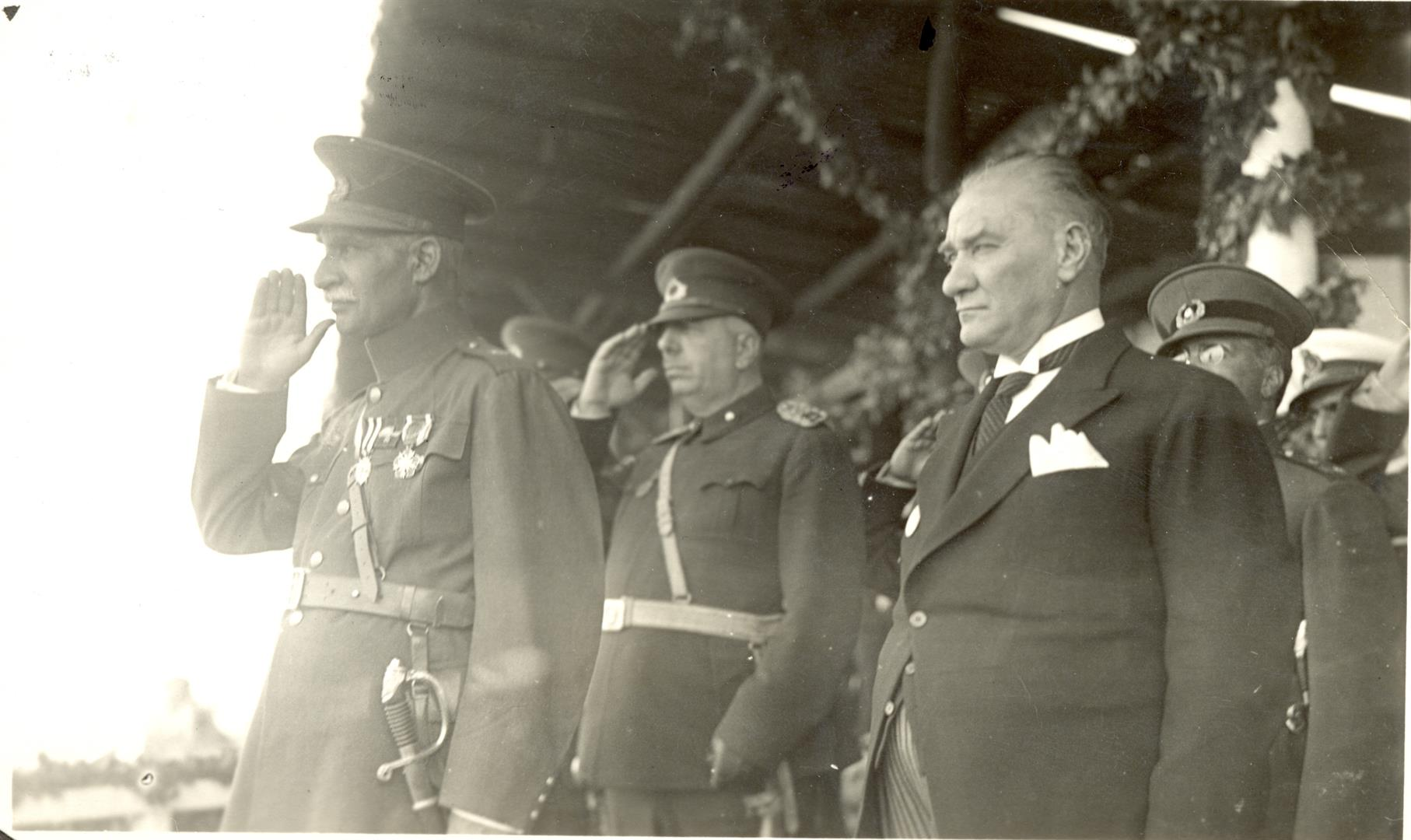
Reza Shah e Mustafa Kemal Ataturk

Il trattato di Kars ebbe anche un impatto sulle relazioni turco-iraniane. L'annessione di Surmali e del corridoio di Aras diede alla Turchia un confine con l'Iran leggermente più esteso. Alla fine degli anni '20, scoppiò la ribellione dell'Ararat nelle vicinanze del Monte Ararat. Mentre la Turchia tentava di reprimere la ribellione, i ribelli curdi fuggirono attraverso il confine iraniano verso il fianco orientale del Piccolo Ararat, che usavano "come rifugio contro lo stato nella loro rivolta". In risposta, la Turchia attraversò il confine con l'Iran e occupò la regione. L'area del Piccolo Ararat divenne oggetto di discussione tra i diplomatici turchi e iraniani nei colloqui per la definizione dei confini. A Teheran nel 1932, l'Iran accettò di cedere l'area alla Turchia in cambio di alcuni territori più a sud.
Tuttavia, l'accordo fu ritardato dalle obiezioni di alcuni diplomatici iraniani, che consideravano l'area del Piccolo Ararat come strategicamente importante e misero in dubbio la validità del trattato di Kars. I diplomatici ritenevano che la Turchia non avesse una legittima pretesa sul territorio di Surmali, che fece parte dell'Iran prima di essere ceduto alla Russia imperiale dal trattato di Turkmenchay. Inoltre, poiché la formulazione del trattato di Turkmenchay era vaga, sostenevano l'annessione di parti dell'area. Dopo un incontro costruttivo con Mustafa Kemal ad Ankara nel 1934, Reza Shah, che inizialmente voleva annettere il corridoio di Aras, ordinò alla fine ai suoi diplomatici di abbandonare ogni obiezione e di accettare i nuovi accordi di confine.

## Tentato annullamento da parte dell'Unione Sovietica
Dopo la seconda guerra mondiale, l'Unione Sovietica tentò di annullare il trattato e di riconquistare il territorio perduto. Secondo Nikita Krusciov, il vice premier Lavrentij Beria spinse il suo collega georgiano Iosif Stalin ad agire sulla questione, insistendo sul ritorno degli storici territori georgiani. Stalin alla fine accettò e il 7 giugno 1945 il ministro degli esteri sovietico Vyacheslav Molotov informò l'ambasciatore turco a Mosca che le province di Kars, Ardahan e Artvin dovevano essere restituite all'Unione Sovietica in nome sia della Repubblica Sovietica Georgiana che di quella Armena. Ankara si trovò in una posizione difficile poiché desiderava avere buoni rapporti con Mosca ma si rifiutava di cedere i territori. La Turchia non era in condizioni di combattere una guerra con l'Unione Sovietica, che era emersa come superpotenza dopo la seconda guerra mondiale. Le rivendicazioni territoriali sovietiche contro la Turchia furono sostenute dal catholicos armeno Giorgio VI e da tutte le sfumature della diaspora armena, inclusa l'antisovietica Federazione Rivoluzionaria Armena. Il governo sovietico incoraggiò anche gli armeni all'estero a rimpatriare nell'Armenia sovietica per sostenere le proprie rivendicazioni.
Gli inglesi e gli americani si opposero alle rivendicazioni territoriali sovietiche contro la Turchia. All'inizio della guerra fredda, il governo americano vide tali affermazioni come rientranti in una "spinta espansionista da parte di un impero comunista" e le considerò una reminiscenza dei progetti irredentisti nazisti sui Sudeti in Cecoslovacchia. Il Dipartimento di Stato degli Stati Uniti era preoccupato per l'importanza militare strategica dell'altopiano di Kars per i sovietici. Conclusero che il loro precedente sostegno all'Armenia dal presidente Woodrow Wilson (1913-1921) era scaduto dopo la perdita dell'indipendenza dell'Armenia. L'Unione Sovietica richiese anche una revisione della convenzione di Montreux e una base militare negli stretti turchi. Il Dipartimento di Stato consigliò al presidente degli Stati Uniti Harry Truman di sostenere la Turchia e di opporsi alle richieste sovietiche, cosa che fece. La Turchia aderì all'alleanza antisovietica militare della NATO nel 1952.
Dopo la morte di Stalin nel 1953, il governo sovietico rinunciò alle sue rivendicazioni territoriali sulla Turchia come parte di uno sforzo per promuovere relazioni amichevoli con gli Stati Uniti. L'Unione Sovietica continuò a onorare i termini del trattato fino alla sua dissoluzione nel 1991. Tuttavia, secondo Christopher J. Walker, Mosca avrebbe rivisto il trattato nel 1968, quando tentò di negoziare un aggiustamento del confine con la Turchia in cui le rovine di Ani sarebbero state trasferite all'Armenia sovietica in cambio di due villaggi azeri nell'area del monte Akbaba. Tuttavia, secondo Walker, da questi colloqui non risultò nulla.

## Storia dal 1991

### Posizione dell'Armenia
Dopo la dissoluzione dell'Unione Sovietica, i governi post-sovietici di Russia, Georgia e Azerbaigian accettarono il trattato di Kars. La posizione dell'Armenia è diversa a causa dell'assenza di relazioni diplomatiche turco-armene. Nel dicembre 2006, il ministro degli esteri armeno Vartan Oskanian ha affermato che l'Armenia accetta il trattato come successore legale della RSS Armena, ma ha osservato che la Turchia non ha aderito ai termini del trattato. In particolare, l'articolo XVII del trattato richiedeva il "libero transito di persone e merci senza alcun impedimento" tra i firmatari e che le parti adottassero "tutte le misure necessarie per mantenere e sviluppare il più rapidamente possibile le comunicazioni ferroviarie, telegrafiche e di altro tipo". Tuttavia, il conflitto tra l'Armenia e l'Azerbaigian sul Nagorno Karabakh ha costretto la Turchia a chiudere il suo confine terrestre con l'Armenia e a recidere i rapporti diplomatici con essa, violando così quell'articolo. Oskanian ha affermato che l'azione della Turchia metteva in dubbio la validità del trattato.

### Posizione della Federazione Rivoluzionaria Armena
Il Trattato di Kars è apertamente respinto dalla Federazione Rivoluzionaria Armena (ARF), che condanna specificamente il trattato come una "grave violazione del diritto internazionale" e sostiene che, poiché le tre Repubbliche transcaucasiche erano sotto il controllo di Mosca nel 1921, il loro consenso indipendente era discutibile. L'ARF mette in dubbio anche la validità del trattato sulla base delle autorità delle parti che lo hanno concluso. Sostengono che la Grande Assemblea Nazionale della Turchia non avesse l'autorità legale per firmare trattati internazionali. Inoltre, sostengono che poiché l'Unione Sovietica non è stata fondata fino al 1922, non era uno Stato riconosciuto e quindi anche che "non era soggetto di diritto internazionale e, naturalmente, il suo governo non aveva l'autorità per stipulare trattati internazionali".

### Conseguenze dell'abbattimento del Sukhoi Su-24 russo del 2015
Dopo l'abbattimento del Sukhoi Su-24 russo sul confine tra Siria e Turchia nel novembre 2015 e l'aumento delle tensioni russo-turche, i membri del Partito Comunista della Federazione Russa proposero l'annullamento del trattato di Mosca e, per estensione, del trattato di Kars. Inizialmente, il ministero degli esteri russo ritenne che tale azione inviasse un messaggio politico al governo del presidente turco Recep Tayyip Erdoğan. Tuttavia, Mosca alla fine decise di non farlo nel suo tentativo di allentare le tensioni con Ankara.